# Rambert Dance Company

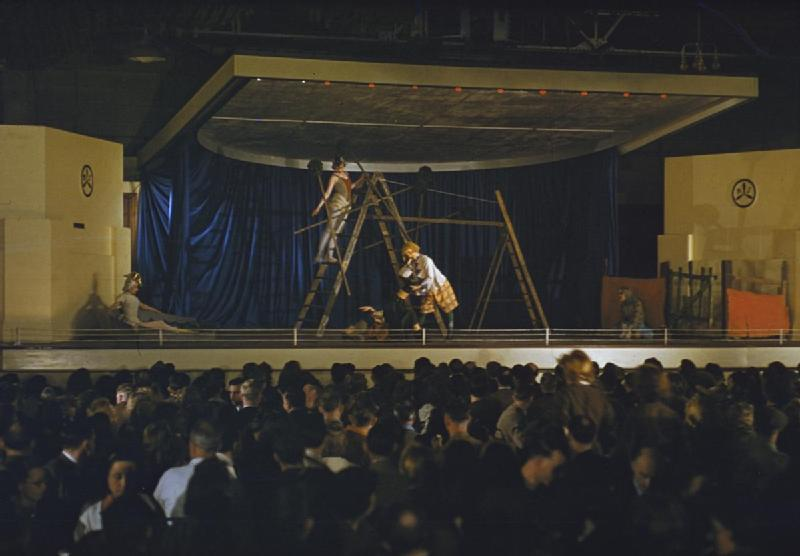
Le Ballet Rambert en représentation dans une usine d'avions en Grande-Bretagne. Pendant le déjeuner à la cantine, les ouvriers, assis à leur table, regardent sur scène une production de « Pierre et le loup ».

La Rambert Dance Company est une compagnie de ballet britannique fondée en 1926 par Marie Rambert. Elle est installée à Londres au sein du Sadler's Wells Theatre.

## Historique
Dénommée Marie Rambert Dancers lors de sa création, la compagnie prend le nom de Ballet Rambert en 1935 et finalement celui de Rambert Dance Company à partir de 1987. C'est la plus ancienne compagnie de ballet britannique ayant existé sans interruption depuis sa création.
De grands chorégraphes comme Frederick Ashton, Antony Tudor, John Cranko, Kenneth MacMillan, Walter Gore et, plus récemment, Michael Clark, ont formé le répertoire de la compagnie qui, de classique, s'est orienté vers le contemporain.

## Directeurs artistiques successifs
- 1926-1970 : Marie Rambert
- 1970-1974 : Norman Morrice
- 1974-1980 : John Chesworth
- 1981-1986 : Robert North
- 1986-1994 : Richard Alston
- 1994-2002 : Christopher Bruce
- depuis 2002 : Mark Baldwin